# Dunkles Deutschland
Dunkles Deutschland – die Front der Fremdenfeinde ist ein deutscher Dokumentarfilm aus der Reihe „Die Story im Ersten“ von Jo Goll, Torsten Mandalka und Olaf Sundermeyer, der 2015 vom Rundfunk Berlin-Brandenburg (rbb) produziert wurde. Er wurde erstmals am 12. Oktober 2015 in der ARD ausgestrahlt.

## Inhalt
Der Film zeigt vier Orte, in denen es 2015 Anschläge auf Flüchtlingsunterkünfte gab: Dortmund (Nordrhein-Westfalen), Nauen (Brandenburg), Reichertshofen (Bayern) und Meißen (Sachsen). Einen zentralen Platz im Film nimmt die sächsische Kleinstadt Meißen bei Dresden ein, aus deren Umgebung Lutz Bachmann, der PEGIDA-Initiator, stammt. Es gebe eine Eskalationsspirale, angeheizt durch Rechtspopulisten und Rechtsextremisten. In Meißen, wo sich die „Initiative Heimatschutz“ gebildet hat, gehen gleichermaßen Anhänger von AfD und NPD auf die Straße. Im Film sind neben Vertretern aus der Zivilgesellschaft u. a. Alexander Gauland (AfD), Sebastian Schmidtke (NPD), Mirko Schmidt (PRO Deutschland), Andreas Molau (Aussteiger) und Hajo Funke (Rechtsextremismusforscher) zu sehen.
Der Politikwissenschaftler Funke analysiert: „Der rassistische Protest entwickelt sich zu einem Extremismus der Mitte. Das heißt: Neonazis und vermeintlich besorgte Bürger vereinen sich im Hass auf alles Fremde“.

## Rezeption
„Ein Lehrfilm über die neue Rechte“

## Sonstiges
2016 war der Film für den Grimme-Preis in der Kategorie „Information und Kultur“ nominiert.